# Opiliàcies
Opiliaceae és una família de plantes amb flors que s'inclou en l'ordre Santalals. Consta de 10 gèneres i es troba en els boscos tropicals. Diverses de les seves espècies són plantes paràsites.
Són arbres de fulles persistents, arbusts o lianes moltes d'elles paràsites de les arrels. El fruit és una drupa amb una llavor grossa amb l'embrió cònic i petit, conté un abundant endosperma oleaginós.

## Gèneres
| - Agonandra - Cansjera - Champereia - Gjellurupia - Lepionurus | - Melientha - Opilia - Pentarhopalopilia - Rhopalopilia - Urobotrya |